# Огранович, Михаил Петрович
Михаил Петрович Огранович (1848—1904) — русский врач-невропатолог, организатор санаторно-курортного дела в России.

## Биография
Родился в селе Косткино Вяземского уезда Смоленской губернии в имении своего отца Петра Корнеевича (Корнилиевича) Ограновича, потомственного дворянина, отставного поручика Ахтырского гусарского полка, участника Отечественной войны 1812 года. После окончания Ларинской гимназии поступил в Петербургскую медико‑хирургическую академию (1868). После окончания академии (1873) он изучал организацию климато-лечебных пансионов в Швейцарии.
В 1878 году привлекался по делу об организации «преступного сообщества» по оговору студента К. Рослякова; дело о нём за недостатком улик было прекращено.
В 1884 году, в западной части Ялтинской бухты в районе селения Чукурлар, на арендованной у Корсаковых земле, М. П. Огранович открыл санаторий — Чукурларскую климатическую станцию. Это был первый санаторий в Крыму и один из первых санаториев в России, просуществовавший до 1887 года.

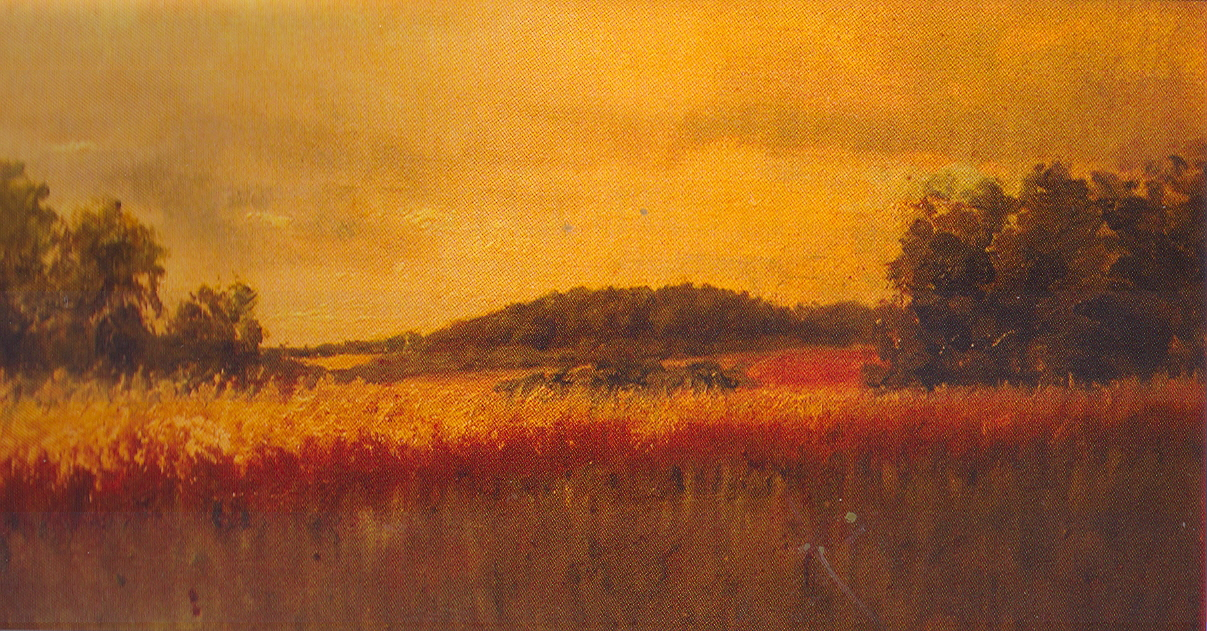
М. П. Огранович. Окрестности Аляухова
Холст. Масло. 1890-е гг.

В январе 1890 года в имении графа С. Д. Шереметева Аляухово была открыта «Санитарная колония доктора М. П. Ограновича», в которой лечились очень многие известные люди. Цель учреждения формулировалась Ограновичем таким образом:

Основывая это учреждение, я имел в виду создать курорт наподобие западноевропейских курортов, то есть учреждение, в котором лица, нуждающиеся в укреплении своего здоровья, преимущественно малокровные, нервные, переутомленные, могли бы найти по возможности разнообразные лечебные средства, пользуясь в то же время всеми преимуществами загородного пребывания при прочих благоприятных гигиенических условиях.

После вынужденной, по состоянию здоровья, продажи санатория, М. П. Огранович устроил в Москве «Пансион для больных», который в 1901 году передал своей жене, Анне Павловне.
Умер в 1904 году; был похоронен на Успенском кладбище под Петербургом.

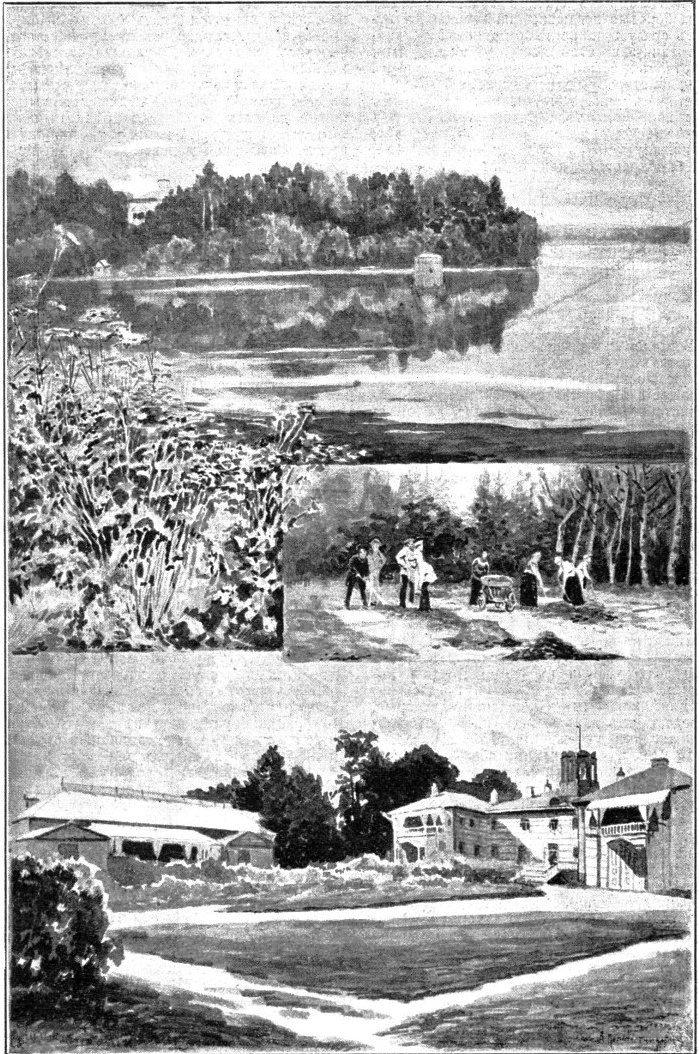
Три рисунка санатория доктора М.П. Ограновича в имении Аляухово Звенигородского уезда Московской губернии.

## Семья
Первая жена, Алевтина Яковлевна (урождённая Шелудякова) — художница-любительница, пианистка по образованию; после развода с М. П. Ограновичем она вышла в 1885 году замуж за М. Ф. Каменского. Их сын — Михаил (1878—1945), живописец, с 1902 года жил на Капри, где и похоронен.
Вторая жена — Анна Павловна (1861—1940). 
Внук — архитектор Аполлон Сергеевич Огранович.

## Интересный факт
Благодаря ходатайству М. П. Ограновича получила образование талантливая дочь аляуховской крестьянки, ставшая впоследствии примой — балериной Большого театра — Александра Михайловна Балашова.